# Dębowa Góra (Silésie)
Pour les articles homonymes, voir Dębowa Góra.
Dębowa Góra (prononciation : [dɛmˈbɔva ˈɡura]) est une localité polonaise de la gmina de Boronów, située dans le powiat de Lubliniec en voïvodie de Silésie.